# Робинзон Крузо (персонаж)
Вижте пояснителната страница за други значения на Робинзон Крузо.
Робинзон Крузо е литературен герой от едноименния роман „Робинзон Крузо“ на английския писател Даниел Дефо.
Прототип на героя е личността на Александър Селкирк – английски моряк с шотландски корени, прекарал 4 години и 4 месеца на самотен остров. 
Персонажът е роден в град Йорк през 1632 година. Участва в експедиции до Гвинея, Африка. Става плантатор в Бразилия. През септември 1659 година, той, заедно с моряци от Бразилия към Гвинея, с цел взимане на роби. На 30 септември същата година, корабът им корабокрушира на остров близо до делтата на река Ориноко. На острова Робинзон прекарва 28 години, 2 месеца и 19 дена на острова. Там той среща индианеца Петкан, когото обръща към християнството. Племето на Петкан, от което Робинзон с месеци се страхува, тъй като са канибали, е победено, покосено от мускетите, пищовите и сабята на Робинзон, и от лъка на Петкан. На острова пристигат пирати, носещи англичани-пленници. Робинзон спасява пленниците, а пиратите остават на острова, на заточение, което те избират вместо смърт. Робинзон се прибира в Англия със корабът на спасените моряци.